# Supur
Supur é uma comuna romena localizada no distrito de Satu Mare, na região histórica da Transilvânia. A comuna possui uma área de 124.00 km² e sua população era de 4523 habitantes segundo o censo de 2007.